# Taranto Calcio 2000-2001
Questa voce raccoglie le informazioni riguardanti il Taranto Calcio nelle competizioni ufficiali della stagione 2000-2001.

## Stagione
Nella stagione 2000-2001 il Taranto disputa il girone C del campionato di Serie C2, raccoglie 63 punti e sale in Serie C1. Il Taranto prima iscritto al campionato di Serie D e poi promosso d'ufficio dalla Lega, per inadempienze di altre società di Serie C2, vince a sorpresa il campionato, guadagnando così due promozioni, nel giro di una sola stagione agonistica. La stagione è iniziata con il tecnico Sergio Buso, il girone di andata ha visto i rossoblù quarti con 29 punti, a sei punti dal Campobasso capolista, al giro di boa del torneo, viene sostituito Sergio Buso, al suo posto arriva al Taranto Massimo Silva, con lui nel girone di ritorno arrivano 34 punti in 17 partite, primi con due punti di vantaggio sul Campobasso. Dai playoff sale in Serie C1 anche il Sora. Miglior marcatore del Taranto Christian Riganò autore di una rete in Coppa Italia e 14 reti in campionato. Nel Torneo di Coppa Italia di Serie C il Taranto disputa, senza troppe soddisfazioni, il girone Q di qualificazione, vinto dal Catania.

## Rosa
| N. |                   | Ruolo | Calciatore            |
| -- | ----------------- | ----- | --------------------- |
|    | Italia (bandiera) | A     | Salvatore Bertuccelli |
|    | Italia (bandiera) | C     | Diego Cerioni         |
|    | Italia (bandiera) | C     | Angelo Cimadomo       |
|    | Italia (bandiera) | D     | Domenico Colletto     |
|    | Italia (bandiera) | A     | Antonio Di Nardo      |
|    | Italia (bandiera) | D     | Claudio Ferri         |
|    | Italia (bandiera) | C     | Domenico Giugliano    |
|    | Italia (bandiera) | P     | Piergraziano Gori     |
|    | Italia (bandiera) | C     | Sergio Magno          |
|    | Italia (bandiera) | D     | Vincenzo Maiuri       |
|    | Italia (bandiera) | C     | Vincenzo Melillo      |
|    | Italia (bandiera) | D     | Daniele Migliozzi     |
|    | Italia (bandiera) | C     | Aldo Monza            |
|    | Italia (bandiera) | D     | Francesco Nettis      |

| N. |                   | Ruolo | Calciatore         |
| -- | ----------------- | ----- | ------------------ |
|    | Italia (bandiera) | C     | Nicola Pizzolla    |
|    | Italia (bandiera) | A     | Gianluca Procopio  |
|    | Italia (bandiera) | A     | Carmelo Puglisi    |
|    | Italia (bandiera) | A     | Christian Riganò   |
|    | Italia (bandiera) | C     | Marco Sesia        |
|    | Italia (bandiera) | D     | Paolo Siroti       |
|    | Italia (bandiera) | A     | Giulio Spader      |
|    | Italia (bandiera) | P     | Gianpaolo Spagnulo |
|    | Italia (bandiera) | C     | Donato Terrevoli   |
|    | Italia (bandiera) | C     | Paolo Valerio      |
|    | Italia (bandiera) | D     | Simone Veronese    |
|    | Italia (bandiera) | D     | Danilo Vitali      |
|    | Italia (bandiera) | D     | James Wilson       |
|    | Italia (bandiera) | D     | Cosimo Zangla      |

### Campionato

#### Girone di andata
| Arbitro: | Micoli (Tivoli) |

|                        |           |               |
| Monza 20’ Pizzolla 38’ | Marcatori | 68’ Calvaresi |

| Arbitro: | Nicoletti (Macerata) |

|  |           |                      |
|  | Marcatori | 15’, 20’, 62’ Riganò |

| Arbitro: | Ciampi (Pisa) |

|                       |           |             |
| Vitali 24’ Riganò 25’ | Marcatori | 35’ Armonia |

| Arbitro: | Benedetto (Messina) |

|                              |           |  |
| Marsich 18’ (rig.) Sardo 88’ | Marcatori |  |

| Arbitro: | Ponzalli (Firenze) |

|                                        |           |             |
| Riganò 27’ Puglisi 37’ Bertuccelli 89’ | Marcatori | 68’ De Luca |

| Arbitro: | Cannella (Palermo) |

|                           |           |            |
| Fioravanti 25’ Toledo 80’ | Marcatori | 17’ Vitali |

| Arbitro: | Cruciani (Pesaro) |

|                 |           |                   |
| Ghirardelli 72’ | Marcatori | 82’ (rig.) Vitali |

| Arbitro: | Palanca (Roma) |

|            |           |  |
| Riganò 82’ | Marcatori |  |

| Barcellona Pozzo di Gotto 29 ottobre 2000 9ª giornata | Igea Virtus       | 0 – 0 | Taranto | Stadio Carlo Stagno d'Alcontres\| Arbitro: \| Tonolini (Milano) \| |
| Arbitro:                                              | Tonolini (Milano) |       |         |                                                                    |

| Arbitro: | De Marco (Chiavari) |

|               |           |  |
| Terrevoli 52’ | Marcatori |  |

| Arbitro: | Vicinanza (Albenga) |

|                          |           |                 |
| Barrucci 11’ Caliano 82’ | Marcatori | 32’, 60’ Spader |

| Arbitro: | Ioseffi (Siena) |

|           |           |               |
| Monza 62’ | Marcatori | 33’ Matticari |

| Arbitro: | Cuttica (Alessandria) |

|             |           |                   |
| Perrone 47’ | Marcatori | 63’ (rig.) Spader |

| Arbitro: | Tonolini (Milano) |

|                        |           |  |
| Riganò 70’ Puglisi 87’ | Marcatori |  |

| Arbitro: | Ponzalli (Firenze) |

|             |           |                  |
| Pittana 68’ | Marcatori | 23’ (aut.) Danza |

| Arbitro: | Niccolai (Livorno) |

|            |           |                  |
| Riganò 80’ | Marcatori | 90+1’ Del Gaudio |

| Arbitro: | Battistella (Conegliano) |

|               |           |                   |
| Di Corcia 35’ | Marcatori | 79’ (rig.) Vitali |

#### Girone di ritorno
| Arbitro: | Santucci (Reggio Calabria) |

|            |           |  |
| Di Dio 67’ | Marcatori |  |

| Arbitro: | Marti (Modena) |

|            |           |  |
| Riganò 64’ | Marcatori |  |

| Arbitro: | Girardi (San Donà di Piave) |

|  |           |            |
|  | Marcatori | 12’ Vitali |

| Arbitro: | Giordano (Caltanissetta) |

|                                        |           |  |
| Riganò 23’, 50’, 53’ Bertuccelli 90+1’ | Marcatori |  |

| Arbitro: | Palanca (Roma) |

|  |           |           |
|  | Marcatori | 9’ Riganò |

| Arbitro: | Tonolini (Milano) |

|  |           |                    |
|  | Marcatori | 32’ (rig.) Chietti |

| Arbitro: | Bergonzi (Genova) |

|                     |           |  |
| Monza 12’ Sesia 35’ | Marcatori |  |

| Arbitro: | Ambrosino (Torre del Greco) |

|            |           |  |
| Corona 73’ | Marcatori |  |

| Arbitro: | Valensin (Milano) |

|                        |           |                      |
| Procopio 19’ Sesia 27’ | Marcatori | 90+2’ (rig.) D'Aviri |

| Arbitro: | Ioseffi (Siena) |

|              |           |                            |
| Costanzo 48’ | Marcatori | 33’ Vitali 81’ Bertuccelli |

| Arbitro: | Brighi (Cesena) |

|               |           |             |
| Giugliano 19’ | Marcatori | 86’ Rogazzo |

| Arbitro: | Ponzalli (Firenze) |

|              |           |                         |
| Evacuo 90+3’ | Marcatori | 38’ Riganò 56’ Di Nardo |

| Arbitro: | Dattilo (Locri) |

|                           |           |                  |
| Di Nardo 4’ Terrevoli 66’ | Marcatori | 6’ R. Carannante |

| Arbitro: | Belloli (Bergamo) |

|               |           |             |
| Di Fiordo 22’ | Marcatori | 2’ Di Nardo |

| Arbitro: | Ioseffi (Siena) |

|             |           |  |
| Di Nardo 9’ | Marcatori |  |

| Castellammare di Stabia 6 maggio 2001 33ª giornata | Juve Stabia    | 0 – 0 | Taranto | Stadio Romeo Menti\| Arbitro: \| Zenere (Schio) \| |
| Arbitro:                                           | Zenere (Schio) |       |         |                                                    |

| Taranto 12 maggio 2001 34ª giornata | Taranto       | 0 – 0 | Catanzaro | Stadio Erasmo Iacovone\| Arbitro: \| Ciampi (Pisa) \| |
| Arbitro:                            | Ciampi (Pisa) |       |           |                                                       |

### Coppa Italia Serie C

#### Fase a gironi
| Arbitro: | Rubino (Salerno) |

|                    |           |              |
| Ambrosi 21’ (aut.) | Marcatori | 45+1’ Panesi |

| Arbitro: | Siragusa (Acireale) |

|                                |           |             |
| Gragnianiello 14’ Catalano 55’ | Marcatori | 46’ Puglisi |

| 23 agosto 2000 3ª giornata |  | – Turno di riposo Taranto |  |  |

| Arbitro: | Carlucci (Molfetta) |

|            |           |            |
| Riganò 15’ | Marcatori | 35’ Marino |

| Arbitro: | Dattilo (Locri) |

|             |           |  |
| De Luca 25’ | Marcatori |  |

Classifica finale Girone Q
| Squadra             | P.ti | G | V | N | P | GF | GS | DR |
| ------------------- | ---- | - | - | - | - | -- | -- | -- |
| 1. Catania          | 8    | 4 | 2 | 2 | 0 | 4  | 2  | +2 |
| 2. Catanzaro        | 6    | 4 | 1 | 3 | 0 | 4  | 3  | +1 |
| 3. Atletico Catania | 5    | 4 | 1 | 2 | 1 | 4  | 4  | +0 |
| 4. Castrovillari    | 4    | 4 | 1 | 1 | 2 | 4  | 5  | -1 |
| 5. Taranto          | 2    | 4 | 0 | 2 | 2 | 3  | 5  | -2 |